# Neanthophylax pubicollis
Neanthophylax pubicollis är en skalbaggsart som beskrevs av Linsley och Chemsak 1972. Neanthophylax pubicollis ingår i släktet Neanthophylax och familjen långhorningar. Inga underarter finns listade i Catalogue of Life.